# Arne Brustad
Arne Brustad (ur. 14 kwietnia 1912 w Kristianii, zm. 22 sierpnia 1987 w Oslo) – norweski piłkarz występujący na pozycji pomocnika lub napastnika, reprezentant Norwegii w latach 1935–1946, brązowy medalista Igrzysk Olimpijskich 1936.

## Kariera klubowa
Przez całą swoją karierę (1930–1948) występował w Lyn Fotball, z którym w 1945 i 1946 zdobył Puchar Norwegii.

## Kariera reprezentacyjna
W reprezentacji Norwegii rozegrał 33 mecze i strzelił 17 bramek. Był gwiazdą Igrzysk Olimpijskich 1936 w Berlinie, gdzie w czterech meczach strzelił pięć goli, w tym trzy w wygranym 3:2 meczu o brązowy medal z Polską. Wystąpił również na Mistrzostwach Świata 1938. W przegranym po dogrywce 1:2 meczu pierwszej rundy z Włochami strzelił wyrównującą bramkę w 83. minucie, a kilka minut później kolejną, która jednak nie została uznana z powodu pozycji spalonej.

## Sukcesy
Lyn Fotball
- Puchar Norwegii: 1945, 1946